# Suzi Quatro

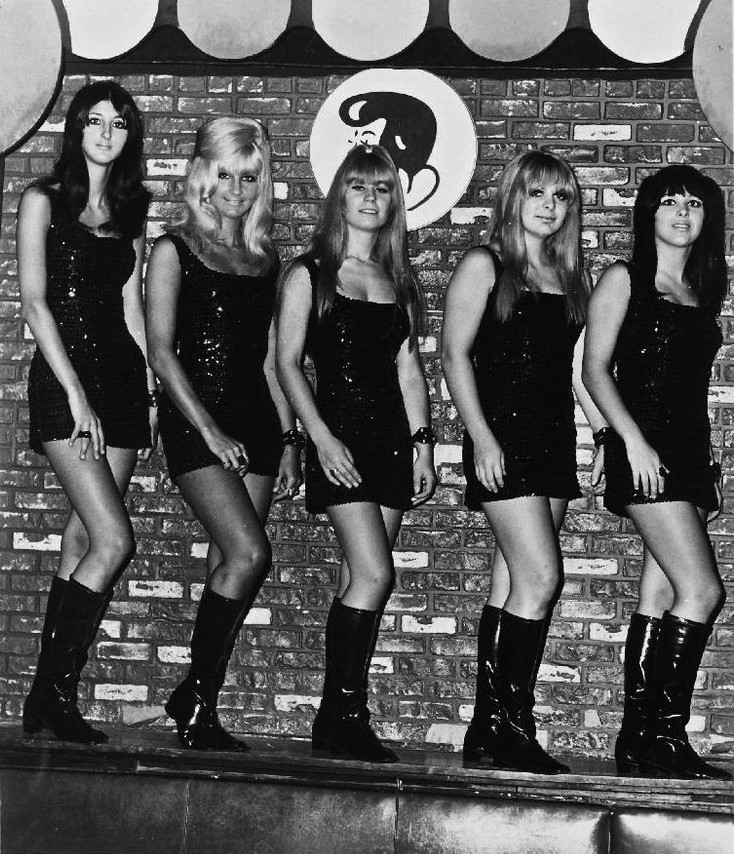
The Pleasure Seekers in 1966, uiterst rechts Suzi Quatro

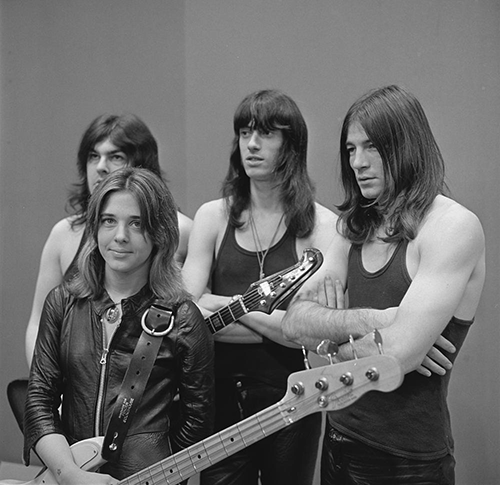
Suzi Quatro en haar band in AVRO's Toppop, 7 december 1973

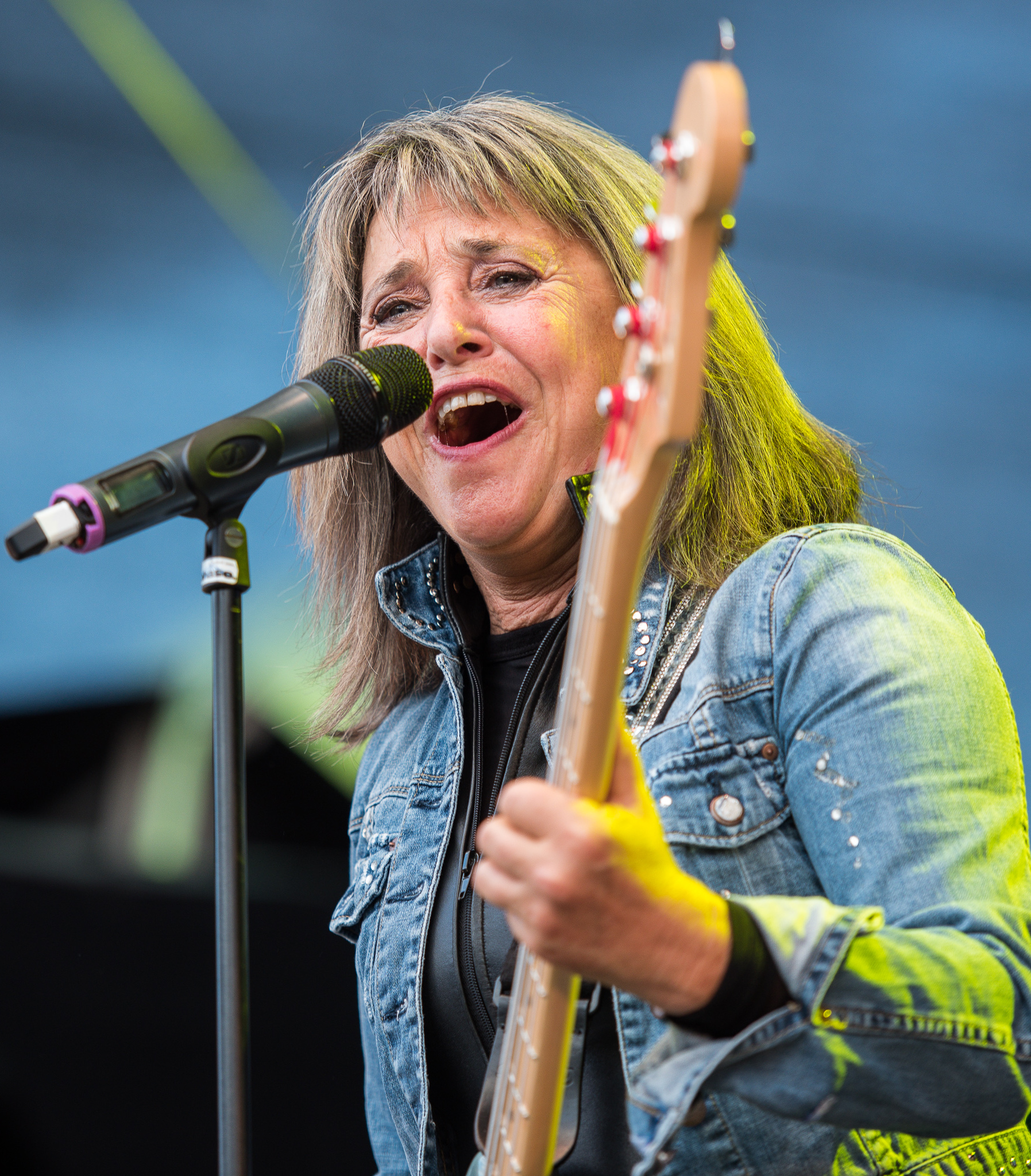
Suzi Quatro in 2017

Suzi Quatro, artiestennaam van Susan Kay Quatrocchio (Detroit, 3 juni 1950), is een Amerikaanse zangeres, basgitariste, radiopersoonlijkheid en actrice. Ze is vooral bekend geworden als glamrockartiest en had in de jaren zeventig veel succes in Europa, Australië en Japan en verkocht wereldwijd 55 miljoen platen.

## Carrière
Ze begon haar muzikale carrière als basgitariste 'Suzi Soul' bij de meidenband Pleasure Seekers, waarvan ook haar zusters Arlene en Patti deel uitmaakten. In 1971 werd de bandnaam gewijzigd in Cradle en begon de groep stevige rock te spelen. Quatro werd dat jaar ontdekt door platenproducer Mickie Most die in Detroit was voor het produceren van een nieuwe plaat van Jeff Beck. Hij haalde haar over om naar het Verenigd Koninkrijk te verhuizen en een solocarrière te beginnen.
Haar eerste single Rolling Stone flopte in het Verenigd Koninkrijk, maar werd een nummer 1-hit in Portugal. Most liet nu nummers voor haar schrijven door Nicky Chinn en Mike Chapman, die beroemd waren geworden met hun hits voor The Sweet. Met Can the Can had ze in 1973 zowel in verscheidene Europese landen als in Australië een nummer 1-hit. Er volgden nog drie grote hits 48 Crash (eveneens 1973), Daytona Demon (1974) en Devil Gate Drive (1974). Ook haar eerste twee albums werden grote successen in Europa en Australië. Toen Elvis Presley hoorde dat ze zijn hit All Shook Up had opgenomen, nodigde hij haar uit naar Graceland te komen. Ze sloeg de uitnodiging af.
In de Verenigde Staten verkochten haar albums slecht, en zelfs pogingen om Quatro's populariteit op te vijzelen via tournees (als voorprogramma van Alice Cooper) haalden weinig uit. Na 1975 nam de populariteit van Quatro's glamrock snel af, behalve in Australië. Pas in 1978 had ze weer succes. Ze had toen een top 10-hit in Nederland, Groot-Brittannië, België en Australië met If You Can't Give Me Love, een countrynummer met achtergrondzang van Smokie. Ook deze keer had ze in de VS geen succes. Samen met Chris Norman van de band Smokie haalde ze er in 1979 wel een vierde plaats met Stumblin' In. Later dat jaar scoorde ze in Nederland met She's in love with you. In Australië had ze begin 1981 een hit met Rock Hard.
Intussen was ze in 1978 actrice geworden in de Amerikaanse comedy-serie Happy Days. In zeven afleveringen daarvan speelde ze de rol van Leather Tuscadero, ook als muzikant. Ze was in de jaren tachtig in uiteenlopende rollen te zien, zowel op televisie als in het theater. In een Londense West End-productie speelde ze Annie Oakley in Annie Get Your Gun (1986). Ze had gastrollen in Britse tv-series als Dempsey and Makepeace (1985), Absolutely Fabulous (1994) en Midsomer Murders (2007). 
Ze had tweemaal een wekelijks rock-'n-roll-programma op BBC Radio 2: van 2000 tot 2002 Rockin' with Suzi Q en van 2008 tot 2010 Wake Up Little Suzi. Als muzikant toert ze nog steeds. In de 21e eeuw verschenen de albums Back To The Drive (2006), In the Spotlight (2011) en QSP (2017).
In 2016 ontving Suzi Quatro vanwege haar verdiensten voor de muziek een eredoctoraat aan de Anglia Ruskin University in Cambridge.

## Privé
- Quatro groeide met drie zusters en een broer op in Grosse Pointe, een voorstad van Detroit. Haar vader Art Quatrocchio was van Italiaanse afkomst en had een eigen groep, het Art Quatro Trio. Haar moeder Helen Rebel was van Hongaarse afkomst.
- Quatro trouwde in 1978 met haar gitarist Len Tuckey. Ze kregen twee kinderen, Laura in 1982 en Richard Leonard in 1984. Het paar ging in 1992 uit elkaar.
- Ze is sinds 1993 getrouwd met de Duitse toerpromotor Rainer Haas. Ze woont in zowel het Verenigd Koninkrijk als Duitsland.
- Quatro is een tante van de actrice Sherilyn Fenn.

## Discografie

### Singles (selectie)
- 1973 - Rolling Stone / Brain Confusion
- 1973 - Can the Can / Ain't Ya Somethin' Honey
- 1973 - 48 Crash / Little Bitch Blue
- 1973 - Daytona Demon / Roman Fingers
- 1974 - Devil Gate Drive / In the Morning
- 1974 - The Wild One / Shake My Sugar
- 1974 - Too Big / I Wanna Be Free
- 1975 - Your Mama Won't Like Me / Peter, Peter
- 1975 - I Bit Off More Than I Could Chew / Red Hot Rosie
- 1975 - I May Be Too Young / Don't Mess Around
- 1977 - Roxy Roller / It'll Grow on You
- 1977 - Tear Me Apart / Close Enough to Rock'n'Roll
- 1978 - If You Can't Give Me Love / Cream Dream
- 1979 - She's in Love with You / Space Cadets
- 1979 - Stumblin' In / A Stranger to Paradise
- 1980 - Mama's Boy / Mind Demons
- 1980 - I've Never Been in Love / Starlight Lady
- 1980 - Rock Hard / State of Mind
- 1982 - Heart Of Stone/Remote Control
- 1985 - Tonight I Could Fall In Love/ Good Girl (Looking For A Bad Time)

| Single met eventuele hitnotering(en) in de Nederlandse Top 40 | Datum van verschijnen | Datum van binnenkomst | Hoogste positie | Aantal weken | Opmerkingen      |
| ------------------------------------------------------------- | --------------------- | --------------------- | --------------- | ------------ | ---------------- |
| Can the can                                                   | 1973                  | 14-7-1973             | 14              | 9            |                  |
| 48 Crash                                                      | 1973                  | 29-9-1973             | 23              | 5            |                  |
| Daytona demon                                                 | 1973                  | 17-11-1973            | tip             |              |                  |
| Devil gate drive                                              | 1974                  | 9-3-1974              | 7               | 9            |                  |
| The wild one                                                  | 1974                  | 9-11-1974             | tip             |              |                  |
| If you can't give me love                                     | 1978                  | 27-5-1978             | 4               | 11           |                  |
| The race is on                                                | 1978                  | 2-9-1978              | tip             |              |                  |
| Stumblin' In                                                  | 1978                  | 23-12-1978            | 3               | 10           | met Chris Norman |
| She's in love with you                                        | 1979                  | 10-11-1979            | 6               | 8            |                  |
| Mama's boy                                                    | 1980                  | 16-2-1980             | tip             |              |                  |
| Rock hard                                                     | 1980                  | 4-10-1980             | tip             |              |                  |

### NPO Radio 2 Top 2000
| Nummers met noteringen in de NPO Radio 2 Top 2000 | '99  | '00  | '01  | '02  | '03  | '04  | '05  |
| ------------------------------------------------- | ---- | ---- | ---- | ---- | ---- | ---- | ---- |
| If You Can't Give Me Love                         | 1612 | 1329 | 1646 | 1487 | 1818 | 1974 | 1989 |
| Stumblin' In (met Chris Norman)                   | 1892 | 1693 | 1509 | -    | -    | -    | -    |

1. ↑  Een '-' betekent dat het nummer niet was genoteerd en een vetgedrukt getal geeft de hoogste notering van een nummer aan.
2. ↑  Deze tabel is bijgewerkt tot en met de laatste editie (2024).

### Albums
- 1973 - Suzi Quatro (in Australië verschenen als Can The Can)
- 1974 - Quatro
- 1975 - Your Mama Won't Like Me
- 1977 - Aggro Phobia
- 1978 - If You Knew Suzi
- 1979 - Suzi...And Other Four Letter Words
- 1980 - Rock Hard
- 1982 - Main Attraction
- 1991 - Oh Suzi Q
- 1996 - What Goes Around
- 2006 - Back to the Drive
- 2011 - In the Spotlight
- 2017 - QSP (met Andy Scott en Don Powell)
- 2019 - No Control
- 2021 - The Devil in Me

## Filmdocumentaires
- 2005 Naked under leather, biografische film met en over Suzi Quatro, met onder anderen Jeff Beck, Mike Chapman, Arlene Quatro, Patti Quatro, Len Tuckey. Regie en draaiboek: Victory Tischler-Blue.
- 2019 Suzi Q, biografische film met en over Suzi Quatro, met onder anderen Mike Chapman, KT Tunstall, Alice Cooper, Joan Jett, Debbie Harry, Henry Winkler, Tina Weymouth, Patti Quatro, Michael Quatro, Nancy Quatro, Len Tuckey. Regie: Liam Firmager